# Neurolingvističko programiranje
Neurolingvističko programiranje ( NLP ) je pristup u komunikaciji, osobnom razvoju i psihoterapiji koji su stvorili Richard Bandler i John Grinder u Kaliforniji SAD u sedamdesetim godinama 20. stoljeća. Njegovi tvorci tvrde da postoji veza između neuroloških procesa ("neuro"), jezika ("lingvistički") i obrazaca ponašanja naučenih kroz iskustvo ("programiranje") te da oni mogu biti promijenjeni kako bi se postiglo određene ciljeve u životu.
Bandler i Grinder tvrde da vještine iznimnih ljudi mogu biti "kopirane" pomoću metodologije NLP i da te vještine može steći svatko.
Bandler i Grinder također tvrde da NLP može tretirati probleme kao što su fobije, depresija, poremećaji navika, psihosomatske bolesti, kratkovidnost, alergije, prehlade i poremećaji učenja, često u jednom sastanku. NLP je usvojen od strane nekih hipnoterapeuta i na promidžbenim seminarima za poduzetnike i državne institucije.
Ravnoteža znanstvenih dokaza otkriva NLP za sve uvelike diskreditiranu pseudoznanost. Znanstvena mišljenja ukazuju da sadrži brojne činjenične pogreške, a ne polučuje rezultate koje zagovornici obećaju.